# Carolina Schmidt

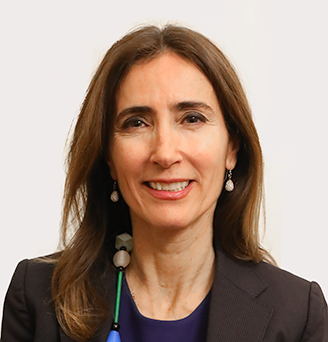
Carolina Schmidt

María Carolina Schmidt Zaldívar (* 9. September 1967 in Santiago de Chile) ist eine chilenische Managerin und parteilose Politikerin. Sie war Bildungs- und Umweltministerin Chiles unter Präsident Sebastián Piñera.

## Leben
Carolina Schmidt ist eine Tochter des Bauunternehmers und Wirtschaftsfunktionärs Alfredo Schmidt (* 1940). Sie stammt aus einer bekannten Familie der Oberschicht von Santiago de Chile und ist mit mehreren namhaften Politikern verwandt, die meistenteils Christdemokraten waren. Sie studierte Wirtschaftswissenschaft an der Päpstlichen Katholischen Universität von Chile (PUC) und absolvierte anschließend ein Aufbaustudium in Marketing an der New York University. Sie arbeitete in London und Florenz in der Modebranche für verschiedene Unternehmen des chilenischen Textilunternehmers Alfonso Swett (* 1943), mit dessen Sohn sie an der PUC studiert hatte. Im Jahr 2000 übernahm sie als Chefredakteurin die Leitung des kriselnden chilenischen Wirtschaftsmagazins Capital, das dem einflussreichen chilenischen Medienunternehmer Guillermo Luksic (1956–2013) gehörte. 2010 übernahm sie als Leitende Geschäftsführerin die Führung der Lebensmittelsparte des Brauereikonzerns CCU.
Noch während der Regierungszeit der Mitte-Links-Koalition wurde sie in einen von der chilenischen Präsidentin Michelle Bachelet geschaffenen Kinderbeirat der Regierung aufgenommen. Mit dem Amtsantritt des neuen Präsidenten Sebastián Piñera im März 2010 wurde sie als Leiterin der (dem damaligen Planungsministerium unterstellten) chilenischen Frauenbehörde Sernam im Rang einer Staatsministerin in die Regierung berufen. Ein Medienecho löste wenige Monate später ihr Appell an Jugendliche aus, bis zur Ehe auf sexuelle Aktivität zu verzichten. In ihre Amtszeit fiel die Verlängerung des Mutterschaftsurlaubs von drei auf sechs Monate, die Verabschiedung eines Gesetzes gegen den Femizid und die Einführung der gemeinsamen elterlichen Sorge bei getrenntlebenden Eltern. Ihre Kampagne gegen Gewalt gegen Frauen machte sie zeitweilig zu einer der populärsten Politikerinnen Chiles. Ende 2011 kritisierte sie ihren Präsidenten Sebastián Piñera öffentlich, nachdem dieser bei einem vorbereitenden Gipfeltreffen zur Gründung der Pazifik-Allianz in Mérida (Mexiko) einen sexistischen Witz erzählt hatte. Am 22. April 2013 gelangte sie als Nachfolgerin des seines Amtes enthobenen Bildungsministers Harald Beyer ins erste Kabinett Piñera. In diesem Amt erreichte sie eine Verfassungsreform, die eine kostenlose Kindergartenerziehung ab dem dritten Lebensjahr und die Vorschulpflicht festschrieb. In dem unter ihrem Vorgänger ausgebrochenen Streit, ob die Zeit der Militärdiktatur nach dem Putsch in Chile 1973 in den chilenischen Schulbüchern als „Diktatur“ (dictadura) oder als „Militärregime“ (régimen militar) bezeichnet werden soll, plädierte sie im Oktober 2013 für die parallele Verwendung beider Bezeichnungen. Bis zum Regierungswechsel im Frühjahr 2014 blieb sie Bildungsministerin und ging anschließend wieder in die Wirtschaft. Außerdem übernahm sie nach dem Ausscheiden aus der Regierung die wirtschaftliche Verwaltung des Stadttheaters von Santiago de Chile.
Ab Juli 2015 verbrachte sie zusammen mit ihrer Familie ein Sabbatjahr in Barcelona in Spanien. Nach ihrer Rückkehr nach Chile übernahm sie im Juli 2017 die Geschäftsführung der bedeutenden Mediengruppe Copesa, die unter anderem die zweitgrößte Tageszeitung des Landes La Tercera, das konservative Politmagazin Qué pasa und die führende chilenische Frauenzeitschrift Paula herausgibt. Mit der neuerlichen Präsidentschaft Piñeras wurde sie 2018 in dessen zweitem Kabinett mit der Leitung des chilenischen Umweltministeriums betraut. Im März 2019 ließ sie sich für eine Kampagne des Ministeriums zur Bekämpfung der durch den Klimawandel verschärften Wasserknappheit in Chile zusammen mit dem Schauspieler Fernando Godoy (* 1983) beim Duschen filmen. Mit dem viel beachteten Video, das von Greenpeace kritisiert und satirisch imitiert wurde, sollten die Bürger angehalten werden, nicht länger als drei Minuten zu duschen, um Wasser zu sparen.
Am 21. Januar 2019 wurde Carolina Schmidt als amtierende Umweltministerin von Chile für die Präsidentschaft der im Dezember desselben Jahres in Santiago de Chile geplanten UN-Klimakonferenz 2019 (COP 25) nominiert. In der Funktion als designierte Präsidentin teilte sie den Vereinten Nationen am 30. Oktober die Absage des Ausrichterlandes aufgrund der im Oktober landesweit eskalierten regierungskritischen Proteste in Chile 2019 mit. Bei der Kabinettsumbildung wenige Tage zuvor, mit der Sebastián Piñera den Forderungen der Demonstranten zu begegnen versuchte, behielt Schmidt ihr Amt als Umweltministerin, nachdem sie dem Staatspräsidenten am 27. Oktober wie alle Minister ihren Rücktritt angeboten hatte. Ende November reiste sie nach Madrid, dem Ersatzveranstaltungsort des Gipfels, und übernahm am 2. Dezember 2019 den Vorsitz der Weltklimakonferenz. Vor den Delegierten sagte sie, im Mittelpunkt der Klimapolitik müssten die Menschen stehen.
Schmidt wird dem Opus Dei zugerechnet und gehört neben dem 2011 zurückgetretenen Bildungsminister Joaquín Lavín, der als Planungs- bzw. Sozialminister bis zum Frühjahr 2013 Schmidts ministerieller Vorgesetzter als Frauenbeauftragte war, und dem langjährigen Senator und mehrmaligen UDI-Chef Hernán Larraín, der seit 2018 Justizminister und Kabinettskollege Schmidts ist, zu den bekanntesten Mitgliedern und Exponenten der Organisation in der Piñera-Administration.
Carolina Schmidt ist mit dem Rechtsanwalt Gonzalo Molina verheiratet und hat drei Kinder.